# جان لندیس

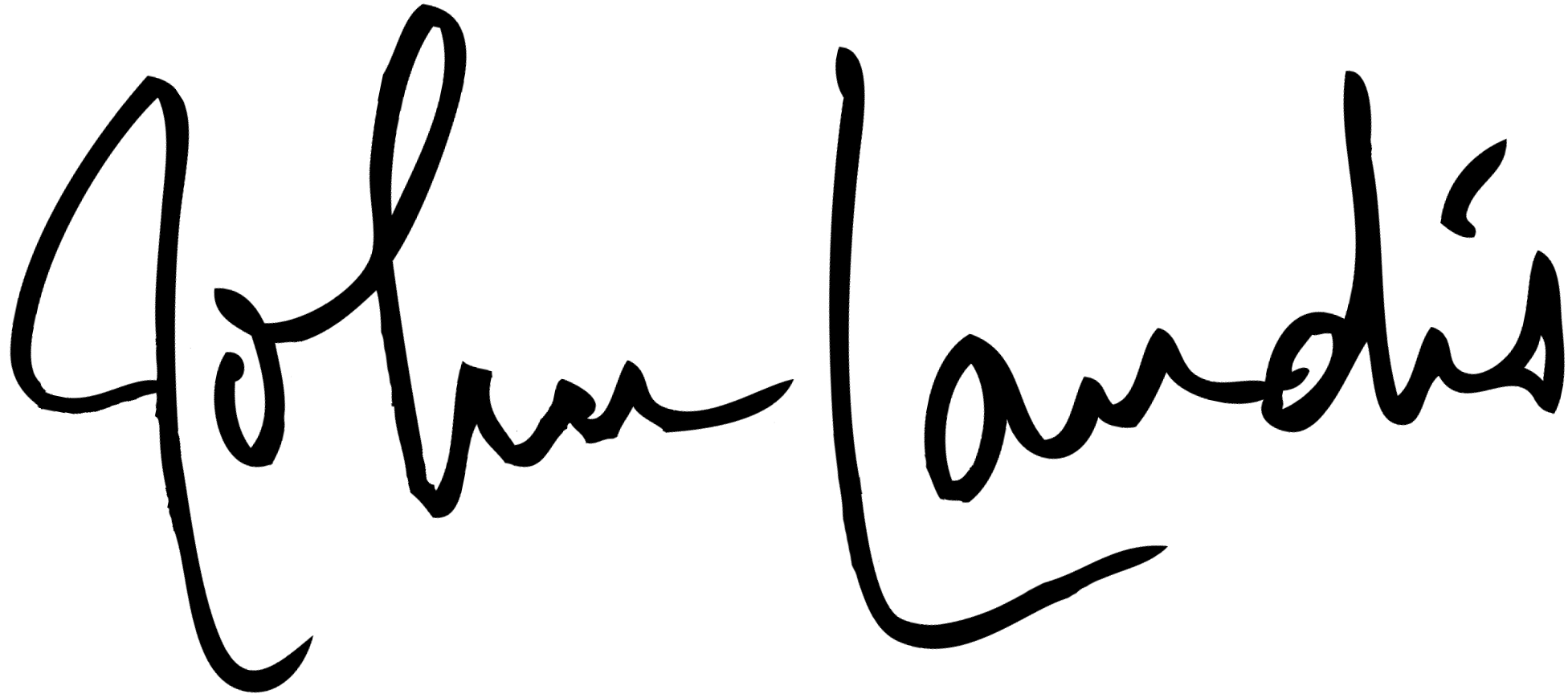

جان لندیس (به انگلیسی: David Landis) (زادهٔ ۳ اوت ۱۹۵۰) یک فیلمساز و بازیگر آمریکایی است. او بیشتر برای کارگردانی فیلم‌های کمدی و ترسناک که کارگردانی کرده است، شناخته می‌شود.
- لندیس در یک خانواده یهودی آمریکایی در شیکاگو، ایلینوی، پسر شرلی لوین (نام اصلی مجله) و مارشال لندیس، طراح داخلی و دکوراتور متولد شد.[۳] لندیس و والدینش زمانی که او چهارماهه بود به لس آنجلس نقل مکان کردند. اگرچه لندیس دوران کودکی خود را در کالیفرنیا گذراند، اما هنوز از شیکاگو به عنوان شهر خود یاد می‌کند. او از طرفداران تیم بیسبال شیکاگو وایت ساکس است.
- لندیس پدر فیلمساز مکس لندیس است.

## فیلم‌شناسی
- شلاک (۱۹۷۳) (نویسنده و کارگردان)
- فیلم کنتاکی فراید (۱۹۷۷)
- خانه حیوانات (۱۹۷۸)
- برادران بلوز (۱۹۸۰)
- گرگ‌نمای آمریکایی در لندن (۱۹۸۱)
- اماکن تجاری (۱۹۸۳)
- منطقه گرگ و میش: فیلم (۱۹۸۳)
- جاسوسانی مثل ما (۱۹۸۵)
- در دل شب (۱۹۸۵)
- سه رفیق (۱۹۸۶)
- زنان آمازون در ماه (۱۹۸۷)
- سفر به آمریکا (۱۹۸۸)
- اسکار (۱۹۹۱)
- خون بی‌گناه (۱۹۹۲)
- ونیز/ونیز (۱۹۹۲)
- پلیس بورلی هیلز ۳ (۱۹۹۴)
- احمق‌ها (۱۹۹۶)
- برادران بلوز ۲۰۰۰ (۱۹۹۸)
- نقشه سوزان (۲۰۰۰)
- برک و هیر (۲۰۱۰)